# The Right of Way (1931)
The Right of Way is een Amerikaanse dramafilm uit 1931 onder regie van Frank Lloyd. Het scenario is gebaseerd op de gelijknamige roman uit 1901 van de Canadese auteur Gilbert Parker.

## Verhaal
De Canadese advocaat Charley Steele wordt bestolen door zijn zwager. Tijdens zijn zoektocht komt hij terecht in een louche café in de haven. Daar wordt hij in een gevecht bewusteloos geslagen. Hij raakt zijn geheugen kwijt en wandelt de bossen in. Hij maakt er kennis met de postbode Rosalie Evantural en wordt verliefd op haar.

## Rolverdeling
| Acteur           | Personage         |
| ---------------- | ----------------- |
| Conrad Nagel     | Charley Steele    |
| Loretta Young    | Rosalie Evantural |
| Fred Kohler      | Joseph Portugais  |
| William Janney   | Billy Wantage     |
| Snitz Edwards    | Luis Trudel       |
| George C. Pearce | Cure              |
| Halliwell Hobbes | Seigneur          |
| Olive Tell       | Kathleen          |
| Brandon Hurst    | Advocaat          |
| Yola d'Avril     | Suzette           |